# Porto Tolle
Porto Tolle is een gemeente in de Italiaanse provincie Rovigo (regio Veneto) en telt 10.404 inwoners (31-12-2004). De oppervlakte bedraagt 227,4 km2, de bevolkingsdichtheid is 46 inwoners per km2.
De volgende frazioni maken deel uit van de gemeente: Pila, Camello, Santa Giulia, Ivica, Cassella, Donzella, Gnocca, Ca' Tiepolo, Tolle, Polesine Camerini, Scardovari, Ca' Venier, Ca' Zuliani, Boccasette.

## Demografie
Porto Tolle telt ongeveer 3859 huishoudens. Het aantal inwoners daalde in de periode 1991-2001 met 3,6% volgens cijfers uit de tienjaarlijkse volkstellingen van ISTAT.
| Jaar | Inwoneraantal |
| ---- | ------------- |
| 1991 | 11.070        |
| 2001 | 10.666        |

## Geografie
Porto Tolle grenst aan de volgende gemeenten: Ariano nel Polesine, Porto Viro, Taglio di Po.
Adria · Ariano nel Polesine · Arquà Polesine · Badia Polesine · Bagnolo di Po · Bergantino · Bosaro · Calto · Canaro · Canda · Castelguglielmo · Castelmassa · Castelnovo Bariano · Ceneselli · Ceregnano · Corbola · Costa di Rovigo · Crespino · Ficarolo · Fiesso Umbertiano · Frassinelle Polesine · Fratta Polesine · Gaiba · Gavello · Giacciano con Baruchella · Guarda Veneta · Lendinara · Loreo · Lusia · Melara · Occhiobello · Papozze · Pettorazza Grimani · Pincara · Polesella · Pontecchio Polesine · Porto Tolle · Porto Viro · Rosolina · Rovigo · Salara · San Bellino · San Martino di Venezze · Stienta · Taglio di Po · Trecenta · Villadose · Villamarzana · Villanova Marchesana · Villanova del Ghebbo
1. ↑  https://demo.istat.it/?l=it.